# (34231) Isanisingh
2000 QL93 (asteroide 34231) é um asteroide da cintura principal. Possui uma excentricidade de 0.09451450 e uma inclinação de 9.86561º.
Este asteroide foi descoberto no dia 26 de agosto de 2000 por LINEAR em Socorro.